# Парни мотриси БДЖ серия 200
Това е единствената серия парни мотриси, експлоатирани в БДЖ. Първата мотриса е доставена за изпитания по предложение на унгарската фабрика GANZ - Budapest през февруари 1905 г. Тя е двуосна, с вертикален парен котел, приспособен за изгаряне на дървени и висококалорични въглища и кокс. Парната машина е с мощност 50 к.с., система „Компаунд“ и с вграден редуктор за бавен и бърз ход. Вътрешното разпределение е следното: отделение за машиниста, отделение за поща и багаж, пътническо отделение 2-ра класа - 10 места, пътническо отделение 3-та класа - 30 места, тоалетна и помещение за влаковия персонал. Мотрисата е оставена в БДЖ за продължителни изпитания по участъка Плевен - Сомовит и е закупена през август 1906 г. Едновременно с това са поръчани и още 4 броя, но с увеличена мощност на котела (до 80 к.с.). Друга съществена разлика е и тази, че водеща при втората доставка не е първата, а втората колоос, избегнат е и редукторът за бърз и бавен ход. Вътрешното разпределение е еднакво.
Парните мотриси, освен по линията Плевен – Сомовит, се използват и за по-слабо населени влакове около София: до Елин Пелин, до Горна баня и Владая, до Костинброд и Сливница, до Лакатник и др. Активната работа на мотрисите е около 10 години. Настъпилият след това период на войните и тежкото икономическо положение след тях се отразява неблагоприятно на тяхната поддръжка и използване. Поради това, а и поради износване и появили се конструктивни дефекти до края на 20-те години са извадени от експлоатация и бракувани.
| Експлоат. номер | Доставена | Бракувана |
| --------------- | --------- | --------- |
| 201             | 1905      | 1926 г.   |
| 202             | 1907      | 1927      |
| 203 и 204       | 1908      | 1930      |
| 205             | 1908      | 1926      |